# Wzorzec alpejski
Wzorzec alpejski (Rhizocarpon alpicola (Wahlenb.) Rabenh.) – gatunek grzybów z rodziny wzorcowatych (Rhizocarpaceae). Ze względu na współżycie z glonami zaliczany jest do grupy porostów.

## Systematyka i nazewnictwo
Pozycja w klasyfikacji według Index Fungorum: Rhizocarpon, Rhizocarpaceae, incertae sedis, Lecanoromycetidae, Lecanoromycetes, Pezizomycotina, Ascomycota, Fungi.
Po raz pierwszy takson ten zdiagnozował w 1812 r. Göran Wahlenberg nadając mu nazwę Lecidea atrovirens var. alpicola. Obecną, uznaną przez Index Fungorum nazwę nadał mu w 1861 r. Gottlob Ludwig Rabenhorst przenosząc go do rodzaju Rhizocarpon.
Niektóre synonimy naukowe:

- Buellia alpicola (Wahlenb.) Anzi 1860
- Buellia deludens (Nyl.) A.L. Sm. 1911
- Catocarpus oreites (Vain.) Eitner 1911
- Lecidea alpicola (Wahlenb.) Hepp 1853
- Lecidea chionophila (Th. Fr.) Vain. 1883
- Lecidea deludens Nyl. 1873
- Lecidea oreites Vain. 1883
- Rhizocarpon chionophilum Th. Fr. 1874
- Rhizocarpon deludens (Nyl.) Zahlbr 1926
- Rhizocarpon geographicum var. alpicola (Wahlenb.) A. Massal.
- Rhizocarpon geographicum var. geronticum (Ach.) Räsänen 1942
- Rhizocarpon geronticum (Ach.) H. Magn. 1948
- Rhizocarpon oreites (Vain.) Zahlbr 1905

Nazwa polska według Krytycznej listy porostów i grzybów naporostowych Polski.

## Morfologia
Plecha skorupiasta, cienka lub średnio gruba, złożona z kanciastych lub okrągłych areolek. Pojedyncza areolka jest płaska lub wypukła, gładka lub lśniąca. Powierzchnia plechy ma barwę od intensywnie żółtej do zielonożółtej, wyjątkowo tylko białawą.

## Występowanie i siedlisko
Występuje w tundrze oraz w górach Ameryki Północnej i Południowej, Europy i Azji. W Polsce występuje w Tatrach oraz w Karkonoszach, na takich samych siedliskach, jak wzorzec geograficzny – na niewapiennych skałach i ścianach skalnych (granity, kwarcyty, gnejsy). Często obydwa te gatunki występują razem obok siebie, ale wzorzec alpejski jest dużo rzadszy i jest charakterystyczny głównie dla piętra turniowego.

## Znaczenie
- Jest gatunkiem pionierskim i przyczynia się do wytwarzania gleby na głazach, dzięki czemu możliwe staje się później zasiedlenie ich przez inne organizmy[8],
- Wraz z wzorcem geograficznym jest używany do określania wieku powierzchni skalnych[9].